# Arrow Through Me (Lied)
Arrow Through Me (englisch sinnbildlich für „von (Amors) Pfeil getroffen“) ist ein Lied der britischen Musikgruppe Wings, das 1979 in den USA als Single A-Seite veröffentlicht wurde. Es war die 22. Single der Wings in den USA. Komponiert wurde es von Paul McCartney.

## Hintergrund
In dem 2021er Buch The Lyrics: 1956 To The Present erinnert sich McCartney über das Lied: „Dies ist also ein Liebeslied, in dem auf Amors Pfeil verwiesen wird, aber es ist ein bösartiger Pfeil. Es ist möglich, dass ich eine Illustration von Amor gesehen habe und dachte: "Amor feuert einen Pfeil ab, aber ich werde ihn austauschen. Es wird keine Liebe sein. Das Gegenteil wird der Fall sein." Die Figur in dem Lied wurde verletzt. Er wurde betrogen. Und es hätte eine tolle Beziehung werden können, hätte fantastisch sein können. Ich hatte schon immer ein Faible für diesen Song. Es gibt ein schönes Bläserriff darin, und es ist funky. Manchmal schreibt man, um ein Gefühl zu bekommen, anstatt einen perfekt "richtigen" Text zu bekommen. Manchmal kann der Text dem Gefühl untergeordnet sein. Dieser hat genauso viel oder mehr mit dem Gefühl des Songs zu tun, dem Groove.“
Arrow Through Me erschien im August 1979 und war in den USA die zweite Singleauskopplung aus dem Album Back to the Egg. In Großbritannien und Deutschland wurde die Single nicht veröffentlicht, stattdessen erschien in Großbritannien als zweite Single Getting Closer. In Deutschland wurde keine zweite Single mehr ausgekoppelt. Arrow Through Me erreichte Platz 29 in den USA.
Für Arrow Through Me wurde am 6. Juni 1979 im Lympne Castle ein Musikvideo gedreht, Regisseur war Keith McMillan. In dem Video sind alle Mitglieder der Wings zu sehen, obwohl nur Paul McCartney und Steve Holley mit drei Studiomusikern das Lied eingespielt haben.
Wings spielten Arrow Through Me live während ihrer UK-Tournee 1979.
Das Lied wurde in dem Vorspann und als Hauptmelodielinie des Films Ein Himmelhund von einem Schnüffler (Originaltitel: Oh! Heavenly Dog) mit Chevy Chase und Jane Seymour in den Hauptrollen verwendet.

## Aufnahme
Die Aufnahmen von Arrow Through Me wurden von den Wings zwischen dem 10. Juli 1978 im Spirit Of Ranachan Studio, Campbeltown, Schottland eingespielt.
Paul McCartney und Chris Thomas waren die Produzenten, Phil McDonald und Mark Vigars waren die Toningenieure der Aufnahmen. Overdubs wurden im Dezember 1978, in den Londoner Abbey Road Studios, eingespielt.
Das Arrangement des Songs ist für Wings ungewöhnlich: Es hat keine Gitarren oder Bass und enthält stattdessen zwei Schlagzeugparts, von denen einer mit halber Geschwindigkeit aufgenommen wurde.
Laurence Juber sagte 2014 zum Aufnahmeprozess: „"Arrow Through Me" basiert nur auf einem Fender Rhodes E-Piano und zwei Schlagzeugspuren von Steve, von denen einer mit Tonband aufgenommen wurde, das auf die Hälfte seiner normalen Geschwindigkeit verlangsamt und dann normal abgespielt wurde. Einige Zeit später überspielten wir die Bläsersektion in der Abbey Road im Studio 3, als Paul Simon vorbeikam und den großartigen Basssound bemerkte. Er war schockiert, als er erfuhr, dass es sich um Pauls linke Keyboard-Stimme handelte.“
Besetzung:
- Paul McCartney: Gesang, Synthesizer, Elektronisches Klavier
- Steve Holley: Schlagzeug, Flexatone
- Howie Casey: Saxofon
- Thaddeus Richard: Saxofon
- Tony Dorsey: Posaune

## Coverversionen
Es gibt drei Coverversionen von Arrow Through Me.

## Veröffentlichung
- Am 8. Juni 1979 erschien in Großbritannien (USA: 11. Juni) das Album Back to the Egg auf dem sich Arrow Through Me befindet.
- In den USA erschien am 13. August 1979 als zweite Singleauskopplung Arrow Through Me / Old Siam, Sir.[5] Die Promotionsingle Arrow Through Me[6][7] wurde in den USA erstmals auf beiden Seiten in Stereo veröffentlicht. Darüber hinaus erschien die Single noch in Spanien, Australien, Japan und Kanada.[8]
- Arrow Through Me erschien am 10. Juni 2016 auf dem Kompilationsalbum auf Pure McCartney (4CD Box).
- Am 2. Dezember 2022 wurde die Singlebox The 7″ Singles Box veröffentlicht, die auch Arrow Through Me enthält.